# فيضانات جنوب شرق أوروبا 2014

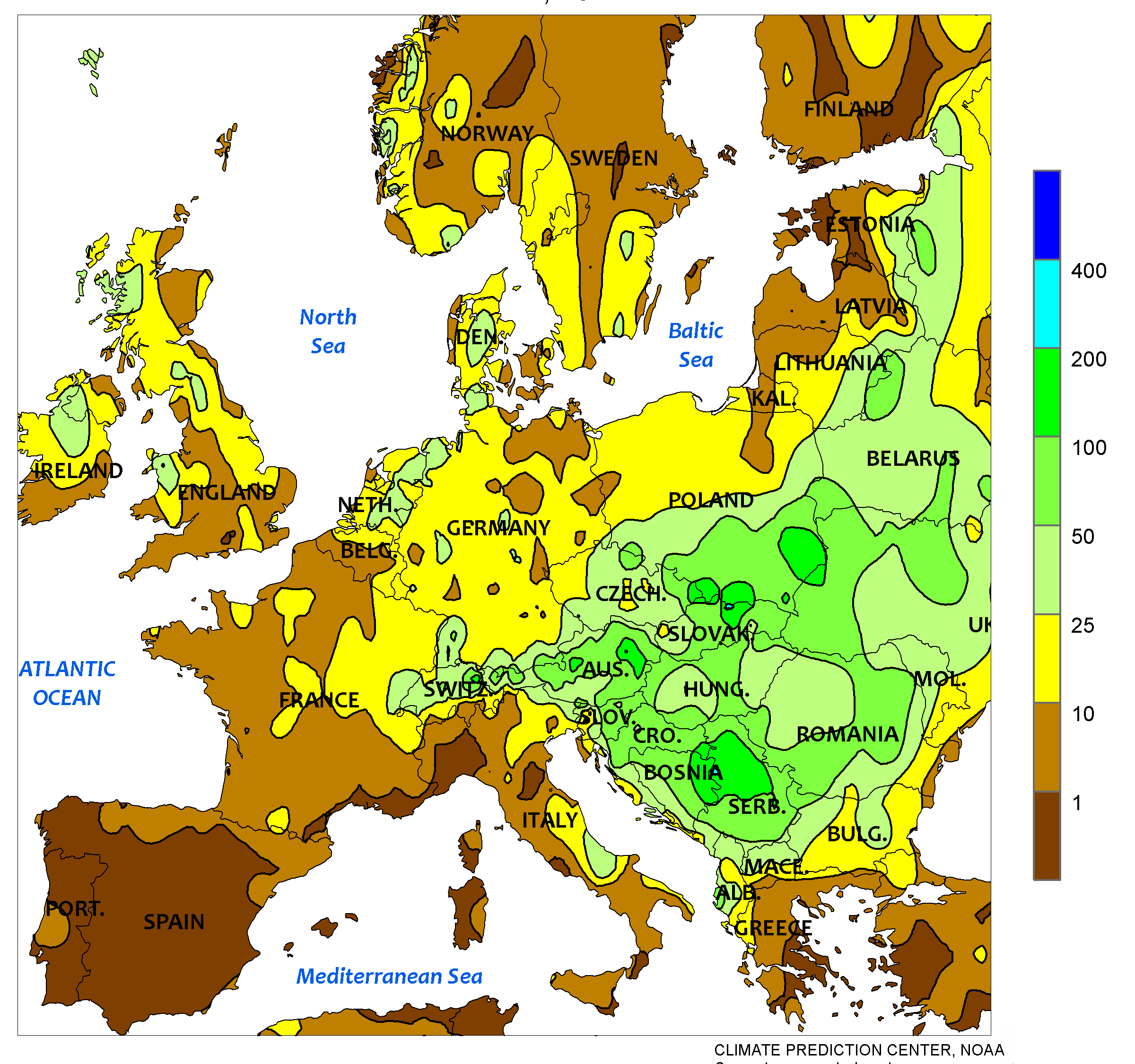
مجموع كميات الهطول بين 11 و17 مايو.

فيضانات جونب شرق أوروبا 2014 هي فيضانات وانهيالات وقعت في مايو 2014 في الجنوب الشرقي لقارة أوروبا. بين 16 و18 مايو 2014 جلب المنخفض الجوي الذي سمي إيفات (Yvette) أعنف موجة من الفيضانات. كمية هطول الأمطار المسجلة في البوسنة والهرسك وصربيا هي الأكبر منذ 120 سنة. 

ضربت هذه الفيضانات عدد كبير من دول أوروبا وهم البوسنة والهرسك وصربيا ورومانيا وسلوفاكيا والمجر وبلغاريا ووصلت حتى شمال إيطاليا مخلفة لحد الآن أكثر من 51 قتيل.

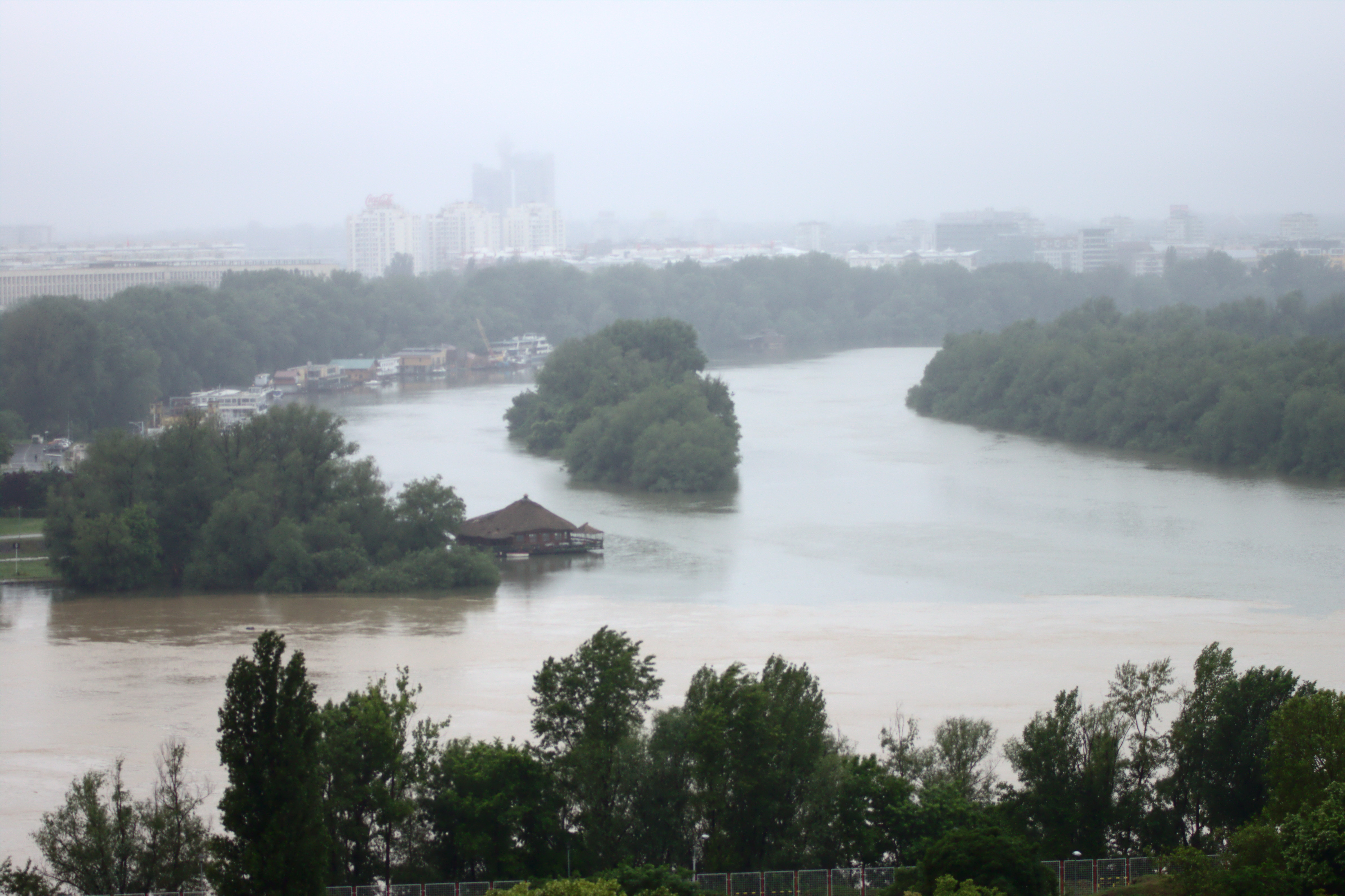
نقطة التقاء نهري الدانوب وسافا في بلغراد أثناء الفيضانات

## الوضع الجوي
في 13 مايو تكون منخفض جوي فوق البحر الأدرياتيكي مع تسرب هواء بارد من أوروبا الوسطى إلى البحر الأبيض المتوسط. الهواء الرطب والساخن لهذا الحوض كون حالة مواتية لتضخم هذا الوضع الذي انتقل إلي البلقان في 14 مايو أين وجد ودع جوي ملائم ليثبت على هذا الحال. وبالتالي واصلت الأمطار الغزيرة المرتبطة بالمنخفض الجوي الهطول في نفس الأماكن لعدة أيام. 

هيئات الأرصاد الجوية للبوسنة والهرسك وصربيا، المناطق الأكثر تضررا، أعطت هذه النظام اسم تمارة (Tamara). من جهة أخرى، أطلقت جامعة برلين الحرة اسم إيفات (Yvette) على هذه الفيضانات. في 18 مايو، انتقل المنخفض الجوي أخيرا إلى الشمال فاقدا قوته شيئا فشيئا.

## الأضرار والأماكن المتضررة
البوسنة والهرسك وصربيا هما الأماكن الأكثر تضررا. في 15 مايو، بلغراد تلقت كمية من الأمطار تصل إلى 205 لتر في المتر المربع (205 مم في المتر المربع) محققة رقم قياسي الذي سجل سنة 1897 ب197 لتر في المتر المربع. ضربت هذه الأمطار أيضا رومانيا وسلوفاكيا والمجر وبلغاريا وشمال إيطاليا.
حتي 20 مايو، بلغ عدد القتلى أكثر من 51 شخص.

## جهود الإغاثة
في 18 مايو، نزلت طائرتا شحن روسيتان تحملان أغذية ومولدات كهرباء وزوارق إنقاذ في صربيا. 

أرسلت الأمم المتحدة والاتحاد الأوروبي طائرات وفرق إغاثة للإحاطة بالمناطق المتضررة في البلدان المعنية، وكذلك قامت إيطاليا والنرويج ببعث عدة طائرات بها محتويات غذائية وغيرها.

## مقالات ذات صلة
- قائمة العواصف الجوية الأوروبية
- قائمة الكوراث الجوية